# تايلور بوث (لاعب كرة قدم)
تايلور بوث (بالإنجليزية: Taylor Booth) (مواليد 31 مايو 2001) هو لاعب كرة قدم أمريكي يلعب في مركز خط الوسط في نادي بايرن ميونخ ب.

## روابط خارجية
- تايلور بوث على موقع الاتحاد الدولي (مؤرشف)  (الإنجليزية)
- تايلور بوث على موقع الاتحاد الأوربي (الإنجليزية)
- تايلور بوث على موقع الدوري الأمريكي (الإنجليزية)
- تايلور بوث على موقع قاعدة بيانات كرة القدم.إي يو (الإنجليزية)
- تايلور بوث على موقع بيانات كرة القدم. دي إي (الألمانية)
- تايلور بوث على موقع ليكيب (الفرنسية)
- تايلور بوث على موقع Soccerway.com (الإنجليزية)
- تايلور بوث على موقع عالم كرة القدم.نت (الإنجليزية)
- تايلور بوث على موقع اللجنة الأولمبية الدولية (الإنجليزية)